# 片岡政義
片岡 政義（かたおか まさよし、1930年 - 2021年8月21日）は、日本のテレビプロデューサー、元テレビ朝日社員。

## 来歴・人物
東京電機大学卒業（1951年）、群馬大学工学部電機部門卒業（1953年）。大学卒業後、多くの職業を経て1960年に東映テレビ・プロダクションにプロデューサーとして入社、1962年に日本教育テレビ（NET、現・テレビ朝日）に入社、同じくプロデューサーを務める。
東映制作のテレビドラマを主とした数多くの番組の企画・プロデュースを手掛ける。そのような中で、1967年のテレビドラマ『白い巨塔』のロケでドイツのベルリン、フランクフルト、ハイデルベルクを回った時に、将来の海外移住を初めて考えるようになる。最終的には移住先をスペインとポルトガルに絞り、両国を比較研究した末で1985年に移住先をポルトガルに決める。1989年の定年退職後、夫婦でポルトガルに移住していた。
2021年8月21日、死去した。

## 担当作品
※全てテレビ朝日（NET）放映の作品
- 新諸国物語 紅孔雀 （企画）
- 白鳥の騎士 （企画）
- ミステリーベスト21 （企画）
- 若い台風 （企画）
- 0の眼 （企画）
- 孤独の賭け （企画、1963年）
- 廃虚の唇 （企画）
- 悪魔のようなすてきな奴 （企画）
- アスファルトジャングル （企画）
- 悪の紋章 （企画）
- 娘・妻・母 （企画）
- 嵐のなかでさよなら （企画）
- 白い巨塔 （プロデューサー、1967年）
- 日本剣客伝（プロデューサー）
- 人形佐七捕物帳 （プロデューサー）
- 愛の戦士レインボーマン （プロデューサー）
- 非情のライセンス （プロデューサー　第1 - 第2シリーズ）
- ダイヤモンド・アイ （プロデューサー）
- ご存知遠山の金さん （プロデューサー）
- ご存じ金さん捕物帳 （プロデューサー）
- 正義のシンボル コンドールマン （プロデューサー）
- 野望 （プロデューサー）
- 達磨大助事件帳 （プロデューサー）
- 江戸の牙 （プロデューサー）
- 鬼平犯科帳 （プロデューサー　萬屋錦之介主演版）
- 柳生あばれ旅 （プロデューサー）
- 傑作推理劇場 陳舜臣の神獣の爪 （プロデューサー）
- 文吾捕物帳 （プロデューサー）
- 柳生十兵衛あばれ旅 （プロデューサー）
- ニュードキュメンタリードラマ昭和 松本清張事件にせまる「三島由紀夫自決事件」 （プロデューサー）

## 著書
- そして、夢は海を越えた （テレビ朝日 刊、1990年6月30日発行　山中薫との共著）
- リスボンおじさんひねくれガイド 見る聞く、食べるポルトガル （モジカンパニー 編、テレビ朝日事業局出版部 1997年7月10日発行）